# 2018年ミス香港選挙
2018年ミス香港選挙（2018ねんミスホンコンせんきょ、英語: Miss Hong Kong 2018）は2018年に行われた、香港のテレビ局である無綫電視による、ミス香港を選出するための選挙。その決勝戦は2018年8月26日に将軍澳のテレビシティで開催された。

## 順位
- グランプリ：陳暁華（Hera Chan／ヘラ・チャン）
- 2位：鄧卓殷（Amber Tang／アンバー・タン）
- 3位：丁子田（Sara Ting／サラ・ティン）